# Homonationalism
Homonationalism är en typ av nationalism som förespråkar HBTQ-personers rättigheter.
Forskaren i genusvetenskap Jasbir Puar myntade 2007 begreppet homonationalism. Syftet var att visa hur nationalism, HBTQ-identiteter och HBTQ-rörelser samverkar. Begreppet har inte minst använts för att visa hur nationalistiska grupper använder HBTQ-rättigheter för att legitimera nationalistiska, rasistiska och islamofobiska åsikter. Homonationalismen angriper främst islam och dess utövare vilka anses stå i konflikt med ett jämlikt västerländskt samhälle. Sexuell mångfald och HBTQ-rättigheter används således av nationalistiska och högerextrema grupper för att rättfärdiga ett ställningstagande mot icke-europeisk immigration.

## Begrepp
Bakgrunden till begreppet och forskningen om homonationalism kommer från en postkolonial och postfeministisk akademisk tradition som använder poststrukturalistisk metod. Jasbir Puar visar i sin forskning hur HBTQ-rörelsen och nationalism sammanflätats på olika sätt. HBTQ-rörelsen har i olika varianter under 2000-talet börjat använda olika nationalistiska symboler i t.ex. Pride-sammanhang. Samtidigt - menar Canton Winer och Catherine Bolzendahl - har imperialistiska och nationalistiska intressen kommit att använda sig av HBTQ-gemenskaper för att legitimera sina politiska projekt. Puar har kopplat samman framväxten av den moderna homonationalismen med USA:s krig mot terrorismen och de nationalistiska och rasistiska föreställningar om "Orienten" som formulerades under det tidiga 2000-talet efter attackerna mot World Trade Center 2001.
Vidare menar Puar att rasism har en central roll i homonationalismens sammanflätning av HBTQ-rörelsen och nationalism. Homonationalismen är organiserad enligt vad Puar benämner som "vithetens överläge", något som innebär att vithet ses som en queer norm, medan heterosexualitet anses vara en rasifierad norm. Vithetens överläge placerar på detta sätt vissa befolkningar, som muslimer, utanför "den riktiga mångkulturen". Den "riktiga mångkulturen" anses bara finnas i väst, enligt detta synsätt. Puar menar samtidigt att synsättet bygger på en paradox, eftersom många västerländska samhällen är organiserade på en islamofobisk grund med vithet som ideal.
Efter Puars ursprungliga forskning om homonationalism så har begreppet successivt utökats av andra forskare och applicerats på fler kontexter än enbart den amerikanska. En begreppsutveckling är att homonationalism har använts för att förstå hur vissa staters suveränitet legitimeras eller avlegitimeras, beroende av om landet klassas som "gayvänligt" eller "homofobiskt". Enligt den utvecklingen kan homonationalism referera till användningen av "HBTQ-acceptans/-tolerans" för att utvärdera och legitimera en stats möjlighet till suveränitet.

## Uttryck

### Homonationalistiska narrativ
Enligt Winer och Bolzendahl finns det flera likheter mellan homonationalism och hur nationalistiska intressen har utnyttjat en snäv förståelse av feminism för att förespråka krigshandlingar. Till exempel har det funnits ett nationalistiskt narrativ om "behovet av att 'frigöra' afghanska kvinnor", något som använts som motiv för militär intervention. I ett historiskt sammanhang kan homonationalism sägas vara relaterad till idén om ett "upplyst" Väst som frälser och räddar ett "ofritt" Orienten. På så vis menar Winer och Bolzendahl att man kan dra en direkt parallell mellan homonationalismens berättelse om "vita homosexuella som räddar bruna homosexuella från bruna homofober" och den äldre koloniala berättelsen om "vita män som räddar bruna kvinnor från bruna män".

## Kritik
Homonationalismens kritiker hänvisar till fenomenets sekteristiska användning av HBTQ-rörelsen för att främja främlingsfientlighet, utan att uppmärksamma västvärldens historiska homofobi och avsaknad av jämlikhet. Denna föreställning om jämlikhet är vanligen representerad av rätten till samkönade äktenskap, den heteronormaliserar relationen mellan HBTQ-personer och gynnar ett chauvinistiskt stöd för västerländska länder. Homonationalismen bidrar på så vis till misstänkliggörandet av människor med ursprung i länder där homosexualitet och samkönade äktenskap inte är accepterat.